# Катакаос
Катакаос (исп. Catacaos — город в северо-западной части Перу. Административный центр провинции Пьюра региона Пьюра.

## География и экономика
Город Катакаос находится на засушливой, полупустынной территории близ тихоокеанского побережья Перу, в 10 километрах к юго-западу от провинциального центра, города Пьюра, на восточном берегу реки Рио-Пьюра.
Основным занятием местных жителей является сельское хозяйство, земледелие на искусственно орошаемых землях. Восточнее города проходит шоссе национального значения, трасса 1N. В 1886—1937 годах здесь функционировала железная дорога «Паира-Пьюра-Катакаоос», в 1937 году её эксплуатация владеющей ею корпорацией (Peruvian Corporation) была приостановлена.